# Grand Prix Rakouska 1987
Grand Prix Rakouska 1987 (oficiálně XXV Großer Preis von Österreich) se jela na okruhu Österreichring ve Spielbergu v Rakousku dne 16. srpna 1987. Závod byl desátým v pořadí v sezóně 1987 šampionátu Formule 1.

## Kvalifikace
| Poř.   | No. | Jezdec             | Konstruktér            | Časy v kvalifikaci | Časy v kvalifikaci | Ztráta  |
| Poř.   | No. | Jezdec             | Konstruktér            | Q1                 | Q2                 | Ztráta  |
| ------ | --- | ------------------ | ---------------------- | ------------------ | ------------------ | ------- |
| 1      | 6   | Nelson Piquet      | Williams-Honda         | 1:23.357           | 1:49.991           | —       |
| 2      | 5   | Nigel Mansell      | Williams-Honda         | 1:23.459           | 1:33.779           | +0.102  |
| 3      | 28  | Gerhard Berger     | Ferrari                | 1:24.213           | 1:38.388           | +0.856  |
| 4      | 20  | Thierry Boutsen    | Benetton-Ford          | 1:24.348           | 1:48.124           | +0.991  |
| 5      | 19  | Teo Fabi           | Benetton-Ford          | 1:25.054           | Bez času           | +1.697  |
| 6      | 27  | Michele Alboreto   | Ferrari                | 1:25.077           | 1:45.518           | +1.720  |
| 7      | 12  | Ayrton Senna       | Lotus-Honda            | 1:25.492           | 1:39.647           | +2.135  |
| 8      | 7   | Riccardo Patrese   | Brabham-BMW            | 1:25.766           | 1:53.119           | +2.409  |
| 9      | 1   | Alain Prost        | McLaren-TAG            | 1:26.170           | 1:43.132           | +2.813  |
| 10     | 8   | Andrea de Cesaris  | Brabham-BMW            | 1:27.672           | Bez času           | +4.315  |
| 11     | 17  | Derek Warwick      | Arrows-Megatron        | 1:27.762           | Bez času           | +4.405  |
| 12     | 18  | Eddie Cheever      | Arrows-Megatron        | 1:28.370           | 1:37.908           | +5.013  |
| 13     | 11  | Satoru Nakadžima   | Lotus-Honda            | 1:28.786           | 1:43.002           | +5.429  |
| 14     | 2   | Stefan Johansson   | McLaren-TAG            | 1:29.003           | 1:41.711           | +5.646  |
| 15     | 24  | Alessandro Nannini | Minardi-Motori Moderni | 1:29.435           | 1:49.566           | +6.078  |
| 16     | 25  | René Arnoux        | Ligier-Megatron        | 1:29.733           | Bez času           | +6.376  |
| 17     | 9   | Martin Brundle     | Zakspeed               | 1:29.893           | 1:42.383           | +6.536  |
| 18     | 26  | Piercarlo Ghinzani | Ligier-Megatron        | 1:30.682           | Bez času           | +7.325  |
| 19     | 23  | Adrián Campos      | Minardi-Motori Moderni | 1:30.797           | 1:47.128           | +7.440  |
| 20     | 10  | Christian Danner   | Zakspeed               | 1:31.015           | 1:48.880           | +7.658  |
| 21     | 21  | Alex Caffi         | Osella-Alfa Romeo      | 1:32.313           | 1:50.273           | +8.956  |
| 22     | 30  | Philippe Alliot    | Lola-Ford              | 1:33.741           | 1:48.595           | +10.384 |
| 23     | 16  | Ivan Capelli       | March-Ford             | 1:34.199           | 1:54.807           | +10.842 |
| 24     | 3   | Jonathan Palmer    | Tyrrell-Ford           | 1:34.619           | 1:49.308           | +11.262 |
| 25     | 4   | Philippe Streiff   | Tyrrell-Ford           | 1:35.338           | 1:51.624           | +11.981 |
| 26     | 14  | Pascal Fabre       | AGS-Ford               | 1:40.633           | 1:57.236           | +17.276 |
| Zdroj: |     |                    |                        |                    |                    |         |

## Závod
| Poř.   | No. | Jezdec             | Konstruktér            | Počet kol | Čas/Odstoupení | Pořadí na startu | Body |
| ------ | --- | ------------------ | ---------------------- | --------- | -------------- | ---------------- | ---- |
| 1      | 5   | Nigel Mansell      | Williams-Honda         | 52        | 1:18:44.898    | 2                | 9    |
| 2      | 6   | Nelson Piquet      | Williams-Honda         | 52        | + 55.704       | 1                | 6    |
| 3      | 19  | Teo Fabi           | Benetton-Ford          | 51        | + 1 kolo       | 5                | 4    |
| 4      | 20  | Thierry Boutsen    | Benetton-Ford          | 51        | + 1 kolo       | 4                | 3    |
| 5      | 12  | Ayrton Senna       | Lotus-Honda            | 50        | + 2 kola       | 7                | 2    |
| 6      | 1   | Alain Prost        | McLaren-TAG            | 50        | + 2 kola       | 9                | 1    |
| 7      | 2   | Stefan Johansson   | McLaren-TAG            | 50        | + 2 kola       | 14               |      |
| 8      | 26  | Piercarlo Ghinzani | Ligier-Megatron        | 50        | + 2 kola       | 18               |      |
| 9      | 10  | Christian Danner   | Zakspeed               | 49        | + 3 kola       | 20               |      |
| 10     | 25  | René Arnoux        | Ligier-Megatron        | 49        | + 3 kola       | 16               |      |
| 11 (1) | 16  | Ivan Capelli       | March-Ford             | 49        | + 3 kola       | 23               |      |
| 12 (2) | 30  | Philippe Alliot    | Lola-Ford              | 49        | + 3 kola       | 22               |      |
| 13     | 11  | Satoru Nakadžima   | Lotus-Honda            | 49        | + 3 kola       | 13               |      |
| DSQ    | 9   | Martin Brundle     | Zakspeed               | 48        | Karoserie      | 17               |      |
| 14 (3) | 3   | Jonathan Palmer    | Tyrrell-Ford           | 47        | + 5 kol        | 24               |      |
| NC     | 14  | Pascal Fabre       | AGS-Ford               | 45        | + 7 kol        | 26               |      |
| Ret    | 7   | Riccardo Patrese   | Brabham-BMW            | 43        | Motor          | 8                |      |
| Ret    | 27  | Michele Alboreto   | Ferrari                | 42        | Turbo          | 6                |      |
| Ret    | 8   | Andrea de Cesaris  | Brabham-BMW            | 35        | Motor          | 10               |      |
| Ret    | 17  | Derek Warwick      | Arrows-Megatron        | 35        | Motor          | 11               |      |
| Ret    | 18  | Eddie Cheever      | Arrows-Megatron        | 31        | Pneumatika     | 12               |      |
| Ret    | 28  | Gerhard Berger     | Ferrari                | 5         | Turbo          | 3                |      |
| Ret    | 23  | Adrián Campos      | Minardi-Motori Moderni | 3         | Elektronika    | 19               |      |
| Ret    | 24  | Alessandro Nannini | Minardi-Motori Moderni | 1         | Motor          | 15               |      |
| Ret    | 21  | Alex Caffi         | Osella-Alfa Romeo      | 0         | Elektronika    | 21               |      |
| Ret    | 4   | Philippe Streiff   | Tyrrell-Ford           | 0         | Nehoda         | 25               |      |
| Zdroj: |     |                    |                        |           |                |                  |      |

## Průběžné pořadí po závodě
Pohár jezdců
| Pořadí | Jezdec           | Body |
| ------ | ---------------- | ---- |
| 1      | Nelson Piquet    | 54   |
| 2      | Ayrton Senna     | 43   |
| 3      | Nigel Mansell    | 39   |
| 4      | Alain Prost      | 31   |
| 5      | Stefan Johansson | 19   |
| Zdroj: |                  |      |

Pohár konstruktérů
| Pořadí | Konstruktér    | Body |
| ------ | -------------- | ---- |
| 1      | Williams-Honda | 93   |
| 2      | McLaren-TAG    | 50   |
| 3      | Lotus-Honda    | 49   |
| 4      | Ferrari        | 17   |
| 5      | Benetton-Ford  | 15   |
| Zdroj: |                |      |

Pořadí Jim Clark Trophy
| Pořadí | Jezdec           | Body |
| ------ | ---------------- | ---- |
| 1      | Jonathan Palmer  | 61   |
| 2      | Philippe Streiff | 45   |
| 3      | Pascal Fabre     | 35   |
| 4      | Philippe Alliot  | 25   |
| 5      | Ivan Capelli     | 19   |

Pořadí Colin Chapman Trophy
| Pořadí | Konstruktér  | Body |
| ------ | ------------ | ---- |
| 1      | Tyrrell-Ford | 106  |
| 2      | AGS-Ford     | 35   |
| 3      | Lola-Ford    | 25   |
| 4      | March-Ford   | 19   |